# Den stulna generationen

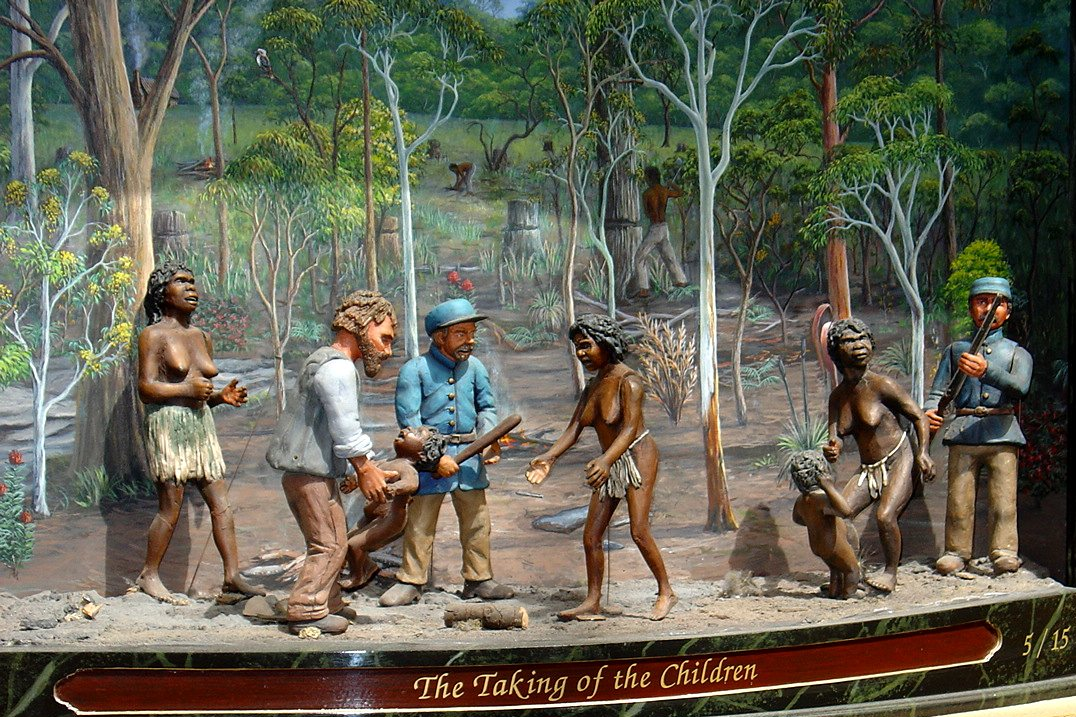
Omhändertagandet av barnen på Great Australia Clock i Queen Victoria Building i Sydney.

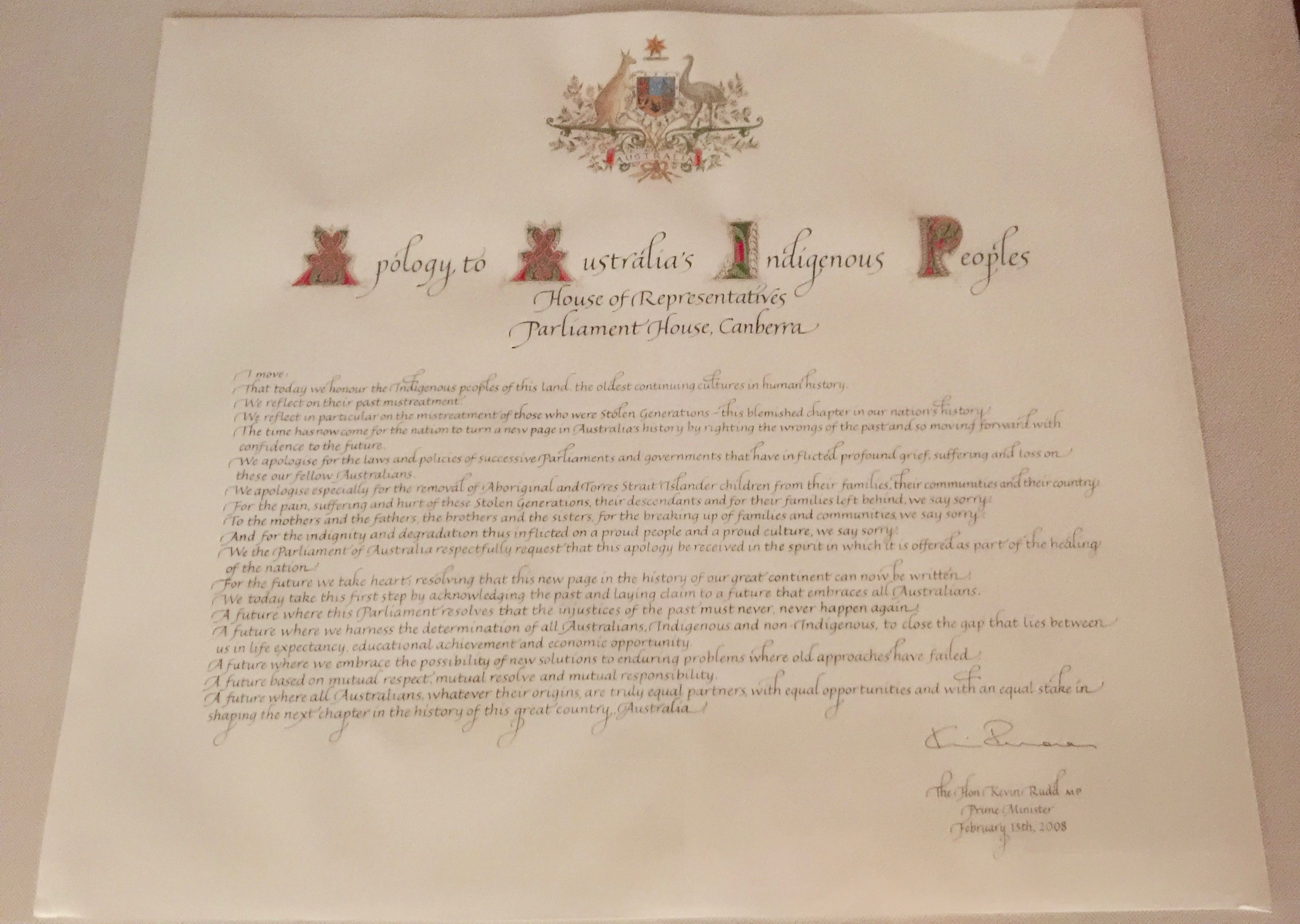
Ursäkten till Australiens ursprungsbefolkning, undertecknad av premiärminister Kevin Rudd den 15 februari 2008.

Den stulna generationen är ett begrepp som används på australiska aboriginska och Torressundö-bors barn, som brukar vara av blandat påbrå och som togs från sina familjer av de australiska myndigheterna och kyrkomissionerna på grund av ett flertal parlamentsbeslut som förnekade föräldrarnas rättigheter och som ställde alla aboriginska barn under statens förmyndarskap, mellan 1869 och (officiellt) 1969. Detta politiska program ledde oftast till förflyttande av barn från familjen till läger, barnhem och andra institutioner.

## Rabbit Proof Fence bok och film
År 2002 hade den australiska filmen Rabbit-Proof Fence premiär. Den baserades på boken Follow The Rabbit Proof Fence av Doris Pilkington Garimara. Filmen handlar om författarens moder, hennes syster och hennes kusin, som rymde från Moore River Native Settlement, norr om Perth, där de hade placerats år 1931 för att de var halvaboriginer. Barnen vantrivdes och rymde för att kunna återvända till sina aboriginska familjer.